# Max Zachmann

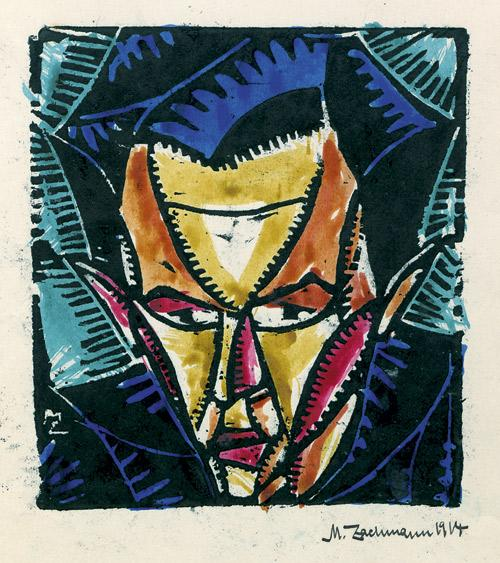
Männerporträt

Ernst Ludwig Max Zachmann (* 28. August 1892 in Heidelberg; † 18. Dezember 1917 in Hollebeke, Flandern) war ein deutscher Maler des Expressionismus.
Zachmann studierte Malerei von 1910 bis 1912 an der Großherzoglichen Kunstgewerbeschule Karlsruhe und von 1912 bis 1914 an der Kunstgewerbeschule Esslingen am Neckar. 
Zachmann stand zuerst unter dem Einfluss von Ferdinand Hodler, seit 1912 wandte sich dem Expressionismus zu.
Nach dem Ausbruch des Ersten Weltkrieges wurde er zum Militärdienst berufen und fiel als Flieger-Leutnant an der Westfront in Flandern.
Sein künstlerischer Nachlass kam in  die Sammlungen der Mannheimer Kunsthalle.
Während des Dritten Reiches wurde das Schaffen Zachmanns der „entarteten Kunst“ zugerechnet. 1937 wurden 34 seiner Bilder aus den Sammlungen der Kunsthalle Mannheim beschlagnahmt und zerstört. Die im Besitz seiner Familie befindlichen Werke wurden in einem Versteck aufbewahrt und auf diese Weise gerettet.

## Ausstellungen
1919, zwei Jahre nach seinem Tod, fand im Heidelberger Kunstverein eine Ausstellung seiner Werke unter dem Titel „Kriegszeichnungen eines Expressionisten“ statt.
Erst 2004 wurde er von der Städtischen Wessenberg-Galerie Konstanz wieder in einer Einzelausstellung unter dem Titel „Max Zachmann – Die Entdeckung eines Expressionisten“ gewürdigt, sie wurde 2005 auch im Heidelberger Kunstverein gezeigt.